# American Underdog
American Underdog (bra: Fé de um Campeão) é um filme estadunidense de 2021, do gênero drama biográfico, dirigido pelos irmãos Andrew e Jon Erwin e estrelado por Zachary Levi, que interpreta o quarterback Kurt Warner. Lançado nos Estados Unidos em  em 25 de dezembro de 2021, pela Lionsgate, o filme segue a jornada de Warner como um jogador não selecionado que ascendeu para vencer o Super Bowl XXXIV. Foi indicado ao prêmio GMA Dove de 2022, na categoria de Filme/Série Inspiradora do Ano.

## Elenco
- Zachary Levi como Kurt Warner
- Anna Paquin como Brenda Mooni
- Ser'Darius Blain como Mike Hudnutt
- Bruce McGill como Jim Foster
- Hayden Zaller como Zack
- Chance Kelly como Mike Martz
- Dennis Quaid como Dick Vermeil
- Adam Baldwin como Coach Allen
- Cindy Hogan como Sue Warner
- Danny Vinson como Larry
- McKylin Rowe como Marshall
- Simeon Castille como Isaac Bruce

## Recepção
No site agregador de críticas Rotten Tomatoes, 76% das 70 resenhas dos críticos são positivas, com uma classificação média de 6,6/10. O consenso do site diz: "American Underdog segue o manual de drama esportivo inspirador padrão - e prova mais uma vez que pode ser muito eficaz nas mãos certas." O Metacritic, que usa uma média ponderada, atribuiu ao filme uma pontuação de 53 em 100, baseado em 14 críticos, indicando críticas "mistas ou médias".